# Élections législatives norvégiennes de 2021
Les élections législatives norvégiennes de 2021 (en norvégien : Stortingsvalget 2021) se tiennent le 13 septembre 2021 afin d'élire les 169 députés de la 63e législature du Storting pour un mandat de quatre ans.
Le scrutin voit la victoire des forces de gauche dont le Parti travailliste, arrivé en tête. Par conséquent, son chef, Jonas Gahr Støre succède comme nouveau Premier ministre à la conservatrice Erna Solberg le 14 octobre suivant, à la tête d'un gouvernement minoritaire en coalition avec le Parti du centre.

## Contexte
Les élections législatives du 11 septembre 2017 voient la victoire du « bloc bourgeois » mené par la Première ministre Erna Solberg. Le Parti travailliste (Ap), bien qu'arrivé en tête, en est le grand perdant au profit du Parti du centre (Sp).
La coalition gouvernementale minoritaire entre le Parti conservateur (H) et le Parti du progrès (FrP), qui bénéficie du soutien sans participation du Parti populaire chrétien (KrF) et du Parti libéral (V), est alors reconduite. Le KrF retire cependant son soutien fin septembre 2017, sa direction ne voulant plus s'associer avec le Parti du progrès. Le 14 janvier 2018, les négociations avec le Parti libéral aboutissent pour sa part à son inclusion à part entière, permettant la formation d'un gouvernement minoritaire H-FrP-V.
Au cours d'un congrès du parti organisé le 2 novembre 2018, les délégués du Parti populaire chrétien votent cependant leur retour au sein du gouvernement Solberg. Cette décision du parti va à l'encontre du choix d'un ralliement aux partis de gauche porté par son dirigeant Knut Arild Hareide, mais dans le sens de ses adjoints Olaug Bollestad et Kjell Ingolf Ropstad. L'incorporation du KrF au gouvernement de coalition intervient le 16 janvier 2019, permettant à un gouvernement de droite d'obtenir la majorité absolue au Storting pour la première fois depuis 1985. Knut Arild Hareide démissionne le lendemain de la direction du parti. Une primaire organisée courant avril est remportée par Kjell Ingolf Ropstad, qui prend la tête du KrF.
La majorité acquise par le gouvernement est cependant de courte durée : le 20 janvier 2020, le Parti du progrès décide de quitter le gouvernement en réaction au rapatriement controversé de Syrie de deux enfants dont l'un gravement malade et de leur mère, une Norvégienne ayant rejoint l'État islamique. Bien que d'accord pour rapatrier les enfants, le FrP juge inacceptable le rapatriement de la mère. Le départ du parti entraîne le retrait de ses six ministres dont la ministre des Finances et présidente du parti, Siv Jensen,. Celle-ci détient ainsi le record de longévité au ministère des Finances depuis 1945. Elle annonce le 18 février 2021 son retrait de la vie politique pour se consacrer à sa famille. Sa dauphine désignée Sylvi Listhaug est élue en mai à la tête du parti,.

## Système électoral

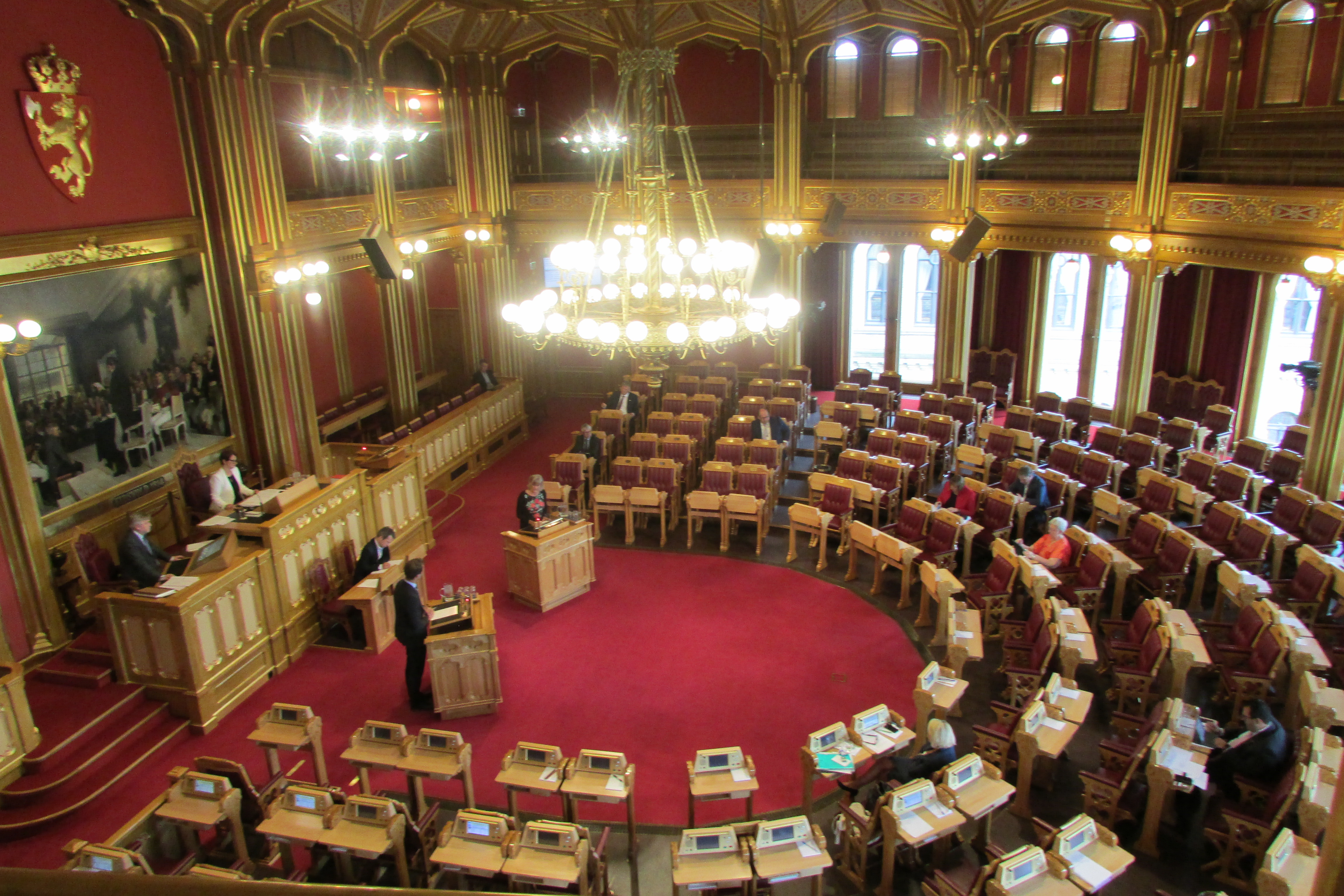
Intérieur du Storting

La Norvège est dotée d'un parlement monocaméral, le Storting, qui se compose de 169 députés élus pour un mandat de quatre ans selon un mode de scrutin proportionnel plurinominal. 150 sièges sont à pourvoir à la proportionnelle, selon la méthode St. Laguë, dans 19 circonscriptions électorales plurinominales correspondants aux dix-neuf provinces norvégiennes à raison de 3 à 17 sièges par circonscription, auxquels se rajoutent dix-neuf sièges sans circonscription. Ces derniers sièges sont répartis de manière à rapprocher les pourcentages de sièges obtenus par les partis aux résultats du vote populaire, compensant ainsi la distorsion résultant de l'utilisation de circonscriptions. Ce rôle compensatoire est néanmoins restreint aux seuls partis ayant franchi les 4 % des voix au niveau national, provoquant un effet de seuil pour les petits partis.
En accord avec la loi électorale norvégienne, le roi choisit la date de l'élection parmi les lundis d'un mois de septembre. Les municipalités norvégiennes peuvent néanmoins faire commencer le scrutin en avance le dimanche précédent, soit ici le 12 septembre, tant que leurs bureaux de vote sont également ouverts le lundi de l'élection même, exception faite des territoires d'outre-mer. De même, la population a la possibilité de voter de manière anticipée par voie postale jusqu'au vendredi précédant l'élection. Les élections au Parlement sami de Norvège sont organisées simultanément.
Une réforme électorale votée courant 2020 prévoit l'abaissement à venir du seuil électoral de 4 à 3 %. Liée aux réductions de 428 à 356 du nombre de municipalités et de 19 à 11 du nombre de provinces, appliquées progressivement à partir de 2022, cette réforme ne doit cependant être mise en œuvre qu'à partir des élections suivantes, qui conserveront par ailleurs les limites des 19 anciennes provinces pour la délimitation des circonscriptions plurinominales.

### Répartition des sièges
| Circonscriptions       | Sièges | +/-           | Carte |
| ---------------------- | ------ | ------------- | ----- |
| Akershus               | 18     | 2             |       |
| Aust-Agder             | 3      | en stagnation |       |
| Buskerud               | 7      | 1             |       |
| Finnmark               | 4      | en stagnation |       |
| Hedmark                | 6      | en stagnation |       |
| Hordaland              | 15     | en stagnation |       |
| Møre og Romsdal        | 7      | 1             |       |
| Nord-Trøndelag         | 4      | en stagnation |       |
| Nordland               | 8      | en stagnation |       |
| Oppland                | 5      | 1             |       |
| Oslo                   | 19     | 1             |       |
| Rogaland               | 13     | en stagnation |       |
| Sogn og Fjordane       | 3      | en stagnation |       |
| Sør-Trøndelag          | 9      | en stagnation |       |
| Telemark               | 5      | en stagnation |       |
| Troms                  | 5      | en stagnation |       |
| Vest-Agder             | 5      | en stagnation |       |
| Vestfold               | 6      | en stagnation |       |
| Østfold                | 8      | en stagnation |       |
| Sièges complémentaires | 19     | en stagnation |       |
| Total                  | 169    | en stagnation |       |

## Campagne

### Principales forces politiques
| Partis | Partis                                                           | Partis | Idéologie                                                                                   | Chef de file                                 | Résultats en 2017           |
| ------ | ---------------------------------------------------------------- | ------ | ------------------------------------------------------------------------------------------- | -------------------------------------------- | --------------------------- |
|        | Parti travailliste (no) Arbeidarpartiet                          | Ap     | Centre gauche Social-démocratie, europhilie                                                 | Jonas Gahr Støre                             | 27,37 % des voix 49 députés |
|        | Parti conservateur (no) Høyre                                    | H      | Droite Conservatisme, libéralisme économique, europhilie                                    | Erna Solberg (Première ministre)             | 25,04 % des voix 45 députés |
|        | Parti du progrès (no) Fremskrittspartiet                         | FrP    | Droite à droite radicale Libertarianisme, national-conservatisme                            | Sylvi Listhaug                               | 15,19 % des voix 27 députés |
|        | Parti du centre (no) Senterpartiet                               | Sp     | Centre Agrarisme, euroscepticisme, protectionnisme                                          | Trygve Slagsvold Vedum                       | 10,32 % des voix 19 députés |
|        | Parti socialiste de gauche (no) Sosialistisk Venstreparti        | SV     | Gauche à gauche radicale Socialisme démocratique, écosocialisme, euroscepticisme, féminisme | Audun Lysbakken                              | 6,02 % des voix 11 députés  |
|        | Parti libéral (no) Venstre                                       | V      | Centre droit Libéralisme, social-libéralisme                                                | Guri Melby (Ministre de l'Éducation)         | 4,37 % des voix 8 députés   |
|        | Parti populaire chrétien (no) Kristelig Folkeparti               | KrF    | Centre Démocratie chrétienne, conservatisme social, euroscepticisme                         | Kjell Ingolf Ropstad (Ministre de l'Enfance) | 4,20 % des voix 8 députés   |
|        | Parti de l'environnement - Les Verts (no) Miljøpartiet De Grønne | MDG    | Centre gauche Écologie politique                                                            | Une Aina Bastholm                            | 3,24 % des voix 1 député    |

### Déroulement
Une alternance au profit des forces de gauche — dont principalement le Parti travailliste (Ap) dirigé par Jonas Gahr Støre — est attendue, la majorité sortante du « Bloc bourgeois » étant créditée dans les sondages d'opinion de moins d'un tiers des intentions de votes cumulées. La montée dans ces mêmes sondages du Parti socialiste de gauche (SV) et du Parti de l'environnement - Les Verts (MDG) pourrait cependant perturber l'équilibre traditionnel de la coalition « rouge-verte » et rendre plus difficile sa formation,,.
Les forces de la gauche écologiste sont notamment portées par le sujet de la production norvégienne d'hydrocarbures, qui se place rapidement au centre de la campagne électorale. Les différents partis se divisent sur la façon de gérer la rente issue de la vente de l'énergie fossile, le fonds souverain norvégien dans laquelle elle est versée atteignant en 2021 la somme de 12 000 milliards de couronnes norvégiennes, soit environ 1 200 milliards d'euros. Il s'agit alors du plus grand fonds d'investissement au monde, totalisant l'équivalent de quatre fois le produit intérieur brut de la Norvège,,. Ce dernier est ainsi composé à 14 % du secteur pétrolier, qui assure en 2021 plus de 40 % des exportations du pays, et génère entre 160 000 et 200 000 emplois directs,. Une situation paradoxalement combinée à une large prédominance des énergies vertes sur le marché intérieur norvégien, où 95 % de l'énergie électrique est fournie par des barrages hydroélectriques, et 70 % des voitures neuves sont électriques ; ces dernières étant largement subventionnées par l’État.
Dans le contexte d'une montée des inquiétudes liées au changement climatique, Jonas Gahr Støre affirme au cours de la campagne électorale que le fonds d'investissement financé par les revenus du pétrole « est un outil politique » et s'engage à suivre les recommandations du Groupe d’experts intergouvernemental sur l’évolution du climat (GIEC) et l’appel de l’Agence internationale de l’énergie (AIE). Ces derniers prônent le retrait de la participation du fonds au capital des entreprises qui ne disposent pas d'un échéancier précis pour ne plus émettre de gaz à effet de serre, ainsi que la fin des projets d'exploration de nouveaux gisements, afin de limiter le réchauffement à 1,5 degré. Le MDG va cependant plus loin en promettant dans son programme l'arrêt même de la production pour 2035, conditionnant leur soutien à une coalition gouvernementale au respect de cette date butoir ; un « ultimatum » rejeté par les travaillistes. Jonas Gahr Støre, qui préfère quant à lui faire campagne sur le thème des inégalités sociales, défend en effet une sortie « douce » du secteur en le laissant suivre la pente descendante de la demande de pétrole,,.
Le gouvernement d'Erna Solberg finit par défendre à quelques jours du scrutin une réforme fiscale concernant les compagnies pétrolières, qui verraient diminuer le remboursement des frais engagés dans l'exploration pétrolière. Le gouvernement sortant se place ainsi à rebours des propos de la ministre du Pétrole Tina Bru, qui se disait favorable en juin 2021 à l'augmentation de la recherche de nouveaux gisements d’hydrocarbures. La ministre fustige notamment les projets d'arrêt total de la production, jugeant « Que [si] la Norvège, qui fournit 2 % du pétrole et 3 % du gaz utilisés dans le monde, arrête, [ça] ne va pas résoudre le problème du climat. »,.
Axant sa campagne sur la continuité, la coalition sortante met en avant son bon bilan en termes de gestion des différentes crises ayant frappé la Norvège depuis 2013, dont la crise migratoire en Europe, la chute des cours du pétrole ainsi que la pandémie de Covid-19, afin de profiter de l'incertitude entourant la formation d'une coalition par l'opposition. Si le gouvernement bénéficie de sa gestion de la pandémie, qui permet au pays de se prévaloir du troisième plus bas taux de mortalité d'Europe après ceux du Vatican et de l'Islande, il est néanmoins critiqué pour son excès d'optimisme à l'été 2021. Le gouvernement, qui planchait sur un retour total à la normale au point de voir le ministre de la Santé Bent Høie affirmer courant août que l'« on pourra danser collé-serré et renouer avec les aventures d'un soir » dès fin septembre, se voit finalement contraint de prolonger le confinement sanitaire du fait de la remontée des cas liés au variant Delta. L'image d'Erna Solberg connait à cette occasion un raté, la Première ministre ayant enfreint les règles de distanciation sociale établie par son propre gouvernement lors de la célébration de son soixantième anniversaire courant mars. La fête, qu'elle organise mais à laquelle elle ne participe finalement pas à la suite d'un problème de santé, réunit ainsi treize personnes contre un maximum de dix autorisées, ce qui lui vaut d'écoper d'une amende de 20 000 couronnes et provoque l'agacement de l'opinion publique,.

## Résultats

### Nationaux
|                        |                                            |           |       |      |        |               |  |
| Partis                 | Partis                                     | Voix      | %     | +/-  | Sièges | +/−           |  |
|                        | Parti travailliste (Ap)                    | 783 394   | 26,25 | 1,12 | 48     | 1             |  |
|                        | Parti conservateur (H)                     | 607 316   | 20,35 | 4,69 | 36     | 9             |  |
|                        | Parti du centre (Sp)                       | 402 961   | 13,50 | 3,18 | 28     | 9             |  |
|                        | Parti du progrès (FrP)                     | 346 474   | 11,61 | 3,58 | 21     | 6             |  |
|                        | Parti socialiste de gauche (SV)            | 228 063   | 7,64  | 1,62 | 13     | 2             |  |
|                        | Parti rouge (R)                            | 140 931   | 4,72  | 2,31 | 8      | 7             |  |
|                        | Parti libéral (V)                          | 137 433   | 4,61  | 0,24 | 8      | en stagnation |  |
|                        | Parti de l'environnement - Les Verts (MDG) | 117 647   | 3,94  | 0,70 | 3      | 2             |  |
|                        | Parti populaire chrétien (KrF)             | 113 344   | 3,80  | 0,40 | 3      | 5             |  |
|                        | Démocrates de Norvège (DiN)                | 34 068    | 1,14  | 1,01 | 0      | en stagnation |  |
|                        | Parti des retraités (PP)                   | 19 006    | 0,64  | 0,20 | 0      | en stagnation |  |
|                        | Parti chrétien (PDK)                       | 10 448    | 0,35  | 0,05 | 0      | en stagnation |  |
|                        | Parti de l'industrie et du commerce (ION)  | 10 031    | 0,34  | Nv.  | 0      | en stagnation |  |
|                        | Parti du milieu (S)                        | 7 836     | 0,26  | Nv.  | 0      | en stagnation |  |
|                        | Parti de la santé (HP)                     | 6 490     | 0,22  | 0,13 | 0      | en stagnation |  |
|                        | Focus patient (PF)                         | 4 950     | 0,17  | Nv.  | 1      | 1             |  |
|                        | Parti capitaliste (Lib)                    | 4 520     | 0,15  | 0,04 | 0      | en stagnation |  |
|                        | Action populaire — Moins de péages (FNB)   | 3 435     | 0,12  | Nv.  | 0      | en stagnation |  |
|                        | Autres partis                              | 9 275     | 0,31  | -    | 0      | -             |  |
|                        |                                            |           |       |      |        |               |  |
| Suffrages exprimés     | Suffrages exprimés                         | 2 984 187 | 99,25 |      |        |               |  |
| Votes blancs           | Votes blancs                               | 19 103    | 0,63  |      |        |               |  |
| Votes nuls             | Votes nuls                                 | 3 764     | 0,12  |      |        |               |  |
| Total                  | Total                                      | 3 007 054 | 100   | -    | 169    | en stagnation |  |
| Abstentions            | Abstentions                                | 885 453   | 22,75 |      |        |               |  |
| Inscrits/Participation | Inscrits/Participation                     | 3 892 507 | 77,25 |      |        |               |  |

### Par blocs
Les blocs dans la politique norvégienne ne sont pas des alliances à proprement parler, mais plutôt, plusieurs partis qui se rassemblent parce qu'ils ont des politiques plus ou moins similaires. En Norvège, le Bloc de gauche rassemble les partis de gauche, correspondant à l'ancienne coalition formelle des Rouges-verts, additionné d'autres forces de gauche, tandis que le Bloc de droite rassemble les partis de droite, correspondant aux partis constituant l'alliance appelée Bloc bourgeois. Les sondeurs utilisent ces classifications dans leurs coups de sonde. C'est ce qui est utilisé dans le tableau ci-dessous.
|       |                                 |           |       |      |        |               |  |  |  |  |  |  |  |  |
| Parti | Parti                           | Voix      | %     | +/-  | Sièges | +/-           |  |  |  |  |  |  |  |  |
|       | Bloc de gauche (Ap-Sp-SV-R-MDG) | 1 672 996 | 56,06 | 6,71 | 100    | 19            |  |  |  |  |  |  |  |  |
|       | Bloc de droite (H-FrP-V-KrF)    | 1 204 567 | 40,36 | 8,44 | 68     | 20            |  |  |  |  |  |  |  |  |
|       | Focus patient (PF)              | 4 950     | 0,17  | Nv.  | 1      | 1             |  |  |  |  |  |  |  |  |
|       | Autres partis                   | 101 674   | 3,41  | -    | 0      | -             |  |  |  |  |  |  |  |  |
|       |                                 |           |       |      |        |               |  |  |  |  |  |  |  |  |
| Total | Total                           | 2 984 187 | 100   | -    | 169    | en stagnation |  |  |  |  |  |  |  |  |

## Analyse
L'ensemble des partis de gauche présents au parlement sortent renforcé du scrutin, à l'exception du Parti travailliste, qui enregistre un léger recul mais conserve néanmoins la première place. Comme attendu, la coalition sortante sort nettement affaiblie du scrutin, le Parti conservateur enregistrant la baisse la plus importante en termes de sièges. La Première ministre Erna Solberg reconnait sa défaite le soir même du scrutin et félicite le chef travailliste Jonas Gahr Støre. Ce dernier est pressenti pour lui succéder à la tête d'un gouvernement de coalition incluant ses alliés traditionnels, le Parti du centre et le Parti socialiste de gauche, tous deux en nette hausse. Les trois partis réunissent ensemble la majorité absolue des sièges qui leur permet ainsi se passer du soutien du Parti de l'environnement - Les Verts (MDG) et de ses conditions en matière de politique pétrolière. N'étant pas parvenus à franchir le seuil électoral de 4 % des suffrages exprimés, ces derniers enregistrent une progression plus faible qu'attendue, tandis que le parti Focus patient (PF) parvient à décrocher un siège malgré des résultats très faibles, le parti n'ayant présenté une liste que dans la circonscription de Finnmark,,,.

## Conséquences
Le 14 septembre, le Parti travailliste, le Parti du centre et le Parti socialiste de gauche ouvrent des discussions préliminaires pour explorer la possibilité d'un gouvernement commun. Les socialistes annoncent se retirer de ces échanges le 29 septembre suivant et passer dans l'opposition, dénonçant l'absence de base pour former un exécutif « rouge-vert » et laissant de facto en minorité un gouvernement emmené par les travaillistes. Quelques heures plus tard, ces derniers annoncent lancer de véritables négociations de coalition avec les centristes, précisant qu'ils seront à la tête du futur exécutif norvégien. Jonas Gahr Støre annonce le 8 octobre que travaillistes et centristes sont parvenus à conclure un accord qu'ils rendront public cinq jours plus tard, avant de former le 14 octobre leur gouvernement commun.
Erna Solberg remet sa démission au roi Harald V le 12 octobre et lui recommande de confier à Jonas Gahr Støre la tâche de constituer le prochain exécutif, ce que le souverain fait effectivement quelques heures plus tard. Le lendemain, les groupes parlementaires travailliste et centriste ratifient le pacte de coalition, qui prend le nom d'« accord de Hurdal » en raison du toponyme de la ville où il a été négocié,. Le gouvernement Støre est formé le 14 octobre.